# يوهيي تاكاسو
يوهيي تاكاسو (باليابانية: 高須 洋平) (مواليد 6 سبتمبر 1981)، هو لاعب كرة قدم ياباني سابق كان يلعب كلاعب وسط.

## وصلات خارجية
- يوهيي تاكاسو على موقع رابطة كرة القدم اليابانية للمحترفين (اليابانية)